# فابيو (لاعب كرة قدم مواليد 1984)
فابيو هو لاعب كرة قدم برازيلي في مركز الهجوم، ولد في 14 مارس 1984 في كامبو غراندي في البرازيل. لعب مع نادي غوياس.